# 행남초등학교
행남초등학교는 대한민국 경기도 고양시에 있는 공립 초등학교이다.

## 학교 연혁
- 1995.03.02 제1대 김경수 교장 취임
- 1996.03.01 행남초등학교로 개명
- 2000.03.02 제2대 조봉근 교장 취임
- 2002.03.02 제3대 김수남 교장 취임
- 2004.03.01 제4대 윤정자 교장 취임
- 2005.03.01 제5대 양수현 교장 취임
- 2008.03.01 제6대 이길복 교장 취임
- 2010.09.01 제7대 우국환 교장 취임
- 2014.02.18 제19회 졸업식 거행
- 2014.03.01 17학급 편성
- 2014.03.03 제8대 김정임 교장 취임
- 2015.03.02 제9대 이양순 교장 취임
- 2016.03.01 13학급편성
- 2016.09.01 제10대 백승희 교장 취임
- 2019.11.26 행남꿈마루(다목적체육관) 개관
- 2021.03.01 11학급 편성
- 2022.03.01 제11대 신동근 교장 취임

## 참고 자료
- 행남초등학교 - 한국교육학술정보원 학교알리미